# Tour de France 1964

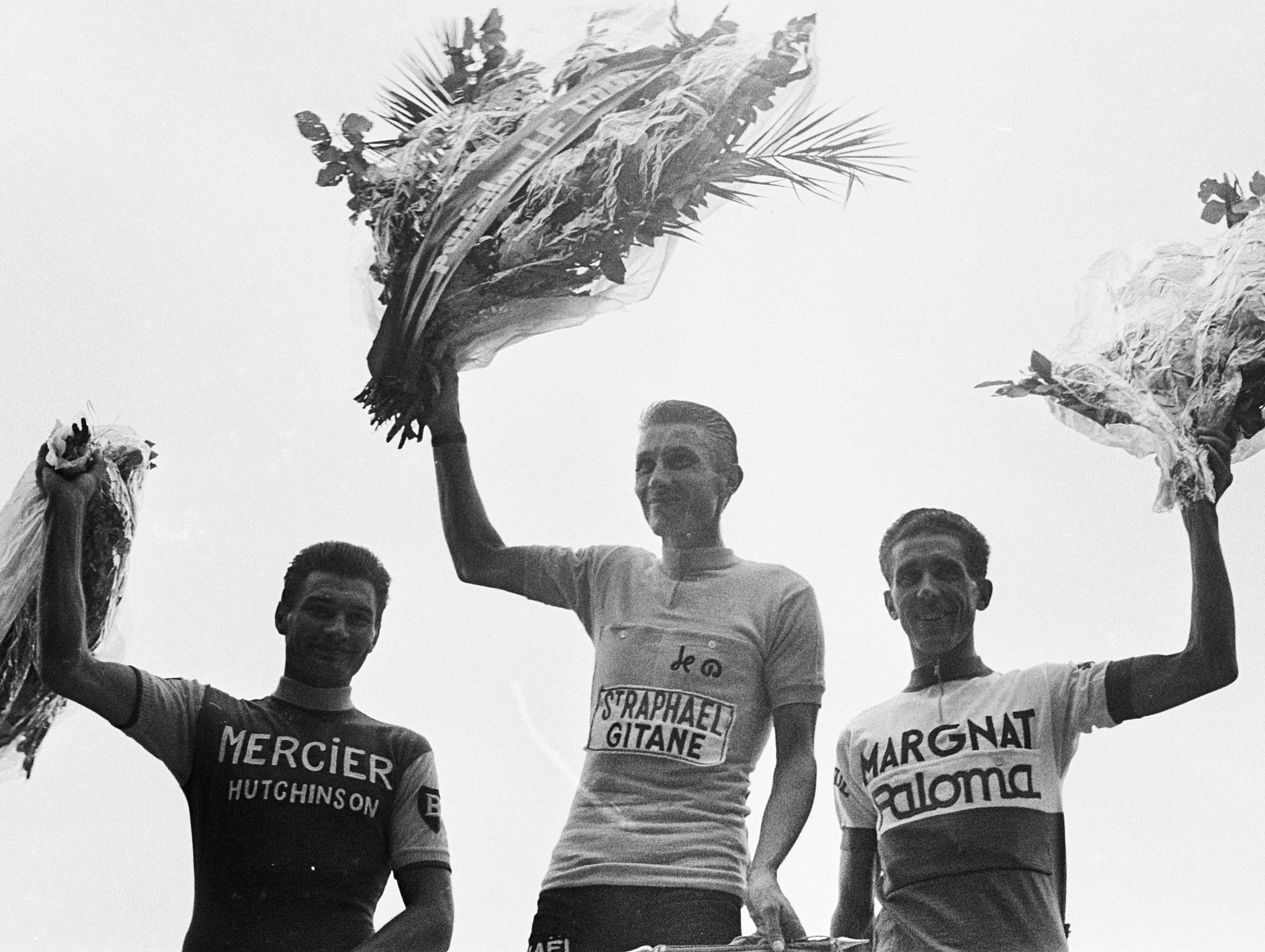
Il podio finale: da sinistra, Poulidor, Anquetil e Bahamontes

Il Tour de France 1964, cinquantunesima edizione della Grande Boucle, si svolse in ventidue tappe tra il 22 giugno e il 14 luglio 1964, per un percorso totale di 4 504,2 km. Fu vinto dal passista-cronoman francese Jacques Anquetil, che concluse la corsa con il tempo di 127h09'44". 
Il normanno precedette in classifica di 55" il finisseur, cronoman e passista-scalatore Raymond Poulidor, suo grande rivale e connazionale (per Poulidor, secondo classificato, si trattò del secondo podio colto nella Grande Boucle dopo un terzo posto nel 1962) e di 4'44" lo scalatore spagnolo Federico Bahamontes (terzo classificato e per la terza volta sul podio di Parigi dopo la vittoria del 1959 e la piazza d'onore nel 1963).
Il distacco finale di 55" tra Anquetil e Poulidor rappresentò infine all'epoca il minor margine di sempre tra primo e secondo classificato al Tour; questo primato sarebbe durato soltanto quattro anni, venendo infatti battuto nell'edizione 1968.
Anquetil vinse il Tour de France per la quinta volta, quarta consecutiva: tale quinto successo rappresentò ai tempi un record, finora eguagliato soltanto da tre ciclisti, il belga Eddy Merckx, il francese Bernard Hinault e lo spagnolo Miguel Indurain. Con questa vittoria, avendo vinto un mese prima il Giro d'Italia, Anquetil divenne inoltre il secondo corridore capace di centrare nello stesso anno l'accoppiata Giro-Tour, impresa fino a quel momento riuscita soltanto a Fausto Coppi nel 1949 e nel 1952.

## Tappe
| Tappa  | Data      | Percorso                                      | km               | Vincitore di tappa       | Leader cl. generale      |
| ------ | --------- | --------------------------------------------- | ---------------- | ------------------------ | ------------------------ |
| 1ª     | 22 giugno | Rennes > Lisieux                              | 215              | Edward Sels              | Edward Sels              |
| 2ª     | 23 giugno | Lisieux > Amiens                              | 208              | André Darrigade          | Edward Sels              |
| 3ª-1ª  | 24 giugno | Amiens > Forest (BEL)                         | 196,5            | Bernard Van De Kerckhove | Bernard Van De Kerckhove |
| 3ª-2ª  | 24 giugno | Forest (BEL) > Forest (BEL) (cron. a squadre) | 21,3             | KAS-Kaskol               | Bernard Van De Kerckhove |
| 4ª     | 25 giugno | Forest (BEL) > Metz                           | 291,5            | Rudi Altig               | Bernard Van De Kerckhove |
| 5ª     | 26 giugno | Metz > Friburgo in Brisgovia (FRG)            | 161,5            | Willy Derboven           | Rudi Altig               |
| 6ª     | 27 giugno | Friburgo in Brisgovia (FRG) > Besançon        | 200              | Henk Nijdam              | Rudi Altig               |
| 7ª     | 28 giugno | Besançon > Thonon-les-Bains                   | 195              | Jan Janssen              | Rudi Altig               |
| 8ª     | 29 giugno | Thonon-les-Bains > Briançon                   | 248,5            | Federico Bahamontes      | Georges Groussard        |
| 9ª     | 30 giugno | Briançon > Monaco (MON)                       | 239              | Jacques Anquetil         | Georges Groussard        |
| 10ª-1ª | 1º luglio | Monaco (MON) > Hyères                         | 187,5            | Jan Janssen              | Georges Groussard        |
| 10ª-2ª | 1º luglio | Hyères > Tolone (cron. individuale)           | 21               | Jacques Anquetil         | Georges Groussard        |
| 11ª    | 2 luglio  | Tolone > Montpellier                          | 250              | Edward Sels              | Georges Groussard        |
| 12ª    | 3 luglio  | Montpellier > Perpignano                      | 174              | Jo de Roo                | Georges Groussard        |
|        | 4 luglio  | giorno di riposo                              | giorno di riposo | giorno di riposo         | giorno di riposo         |
| 13ª    | 5 luglio  | Perpignano > Andorra (AND)                    | 170              | Julio Jiménez            | Georges Groussard        |
| 14ª    | 6 luglio  | Andorra (AND) > Tolosa                        | 186              | Edward Sels              | Georges Groussard        |
| 15ª    | 7 luglio  | Tolosa > Luchon                               | 203              | Raymond Poulidor         | Georges Groussard        |
| 16ª    | 8 luglio  | Luchon > Pau                                  | 197              | Federico Bahamontes      | Georges Groussard        |
| 17ª    | 9 luglio  | Peyrehorade > Bayonne (cron. individuale)     | 42,5             | Jacques Anquetil         | Jacques Anquetil         |
| 18ª    | 10 luglio | Bayonne > Bordeaux                            | 187              | André Darrigade          | Jacques Anquetil         |
| 19ª    | 11 luglio | Bordeaux > Brive                              | 215,5            | Edward Sels              | Jacques Anquetil         |
| 20ª    | 12 luglio | Brive > Puy de Dôme                           | 237,5            | Julio Jiménez            | Jacques Anquetil         |
| 21ª    | 13 luglio | Clermont-Ferrand > Orléans                    | 311              | Jean Stablinski          | Jacques Anquetil         |
| 22ª-1ª | 14 luglio | Orléans > Versailles                          | 118,5            | Benoni Beheyt            | Jacques Anquetil         |
| 22ª-2ª | 14 luglio | Versailles > Parigi (cron. individuale)       | 37,5             | Jacques Anquetil         | Jacques Anquetil         |
| Totale | Totale    | Totale                                        | 4 504,2          |                          |                          |

## Squadre e corridori partecipanti
| N.    | Cod. | Squadra                  |
| ----- | ---- | ------------------------ |
| 1-11  | SRP  | Saint-Raphaël-Gitane     |
| 12-22 | MER  | Mercier-BP-Hutchinson    |
| 23-33 | PEU  | Peugeot-BP-Englebert     |
| 34-44 | PEL  | Pelforth-Sauvage-Lejeune |
| 45-55 | MAR  | Margnat-Paloma-Dunlop    |
| 56-66 | WIE  | Wiel's-Groene Leeuw      |

| N.      | Cod. | Squadra        |
| ------- | ---- | -------------- |
| 67-77   | SOL  | Solo-Superia   |
| 78-88   | FLA  | Flandria-Roméo |
| 89-99   | FER  | Ferrys         |
| 100-110 | KAS  | KAS-Kaskol     |
| 111-121 | SAL  | Salvarani      |
| 122-132 | TEL  | Televizier     |

## Resoconto degli eventi

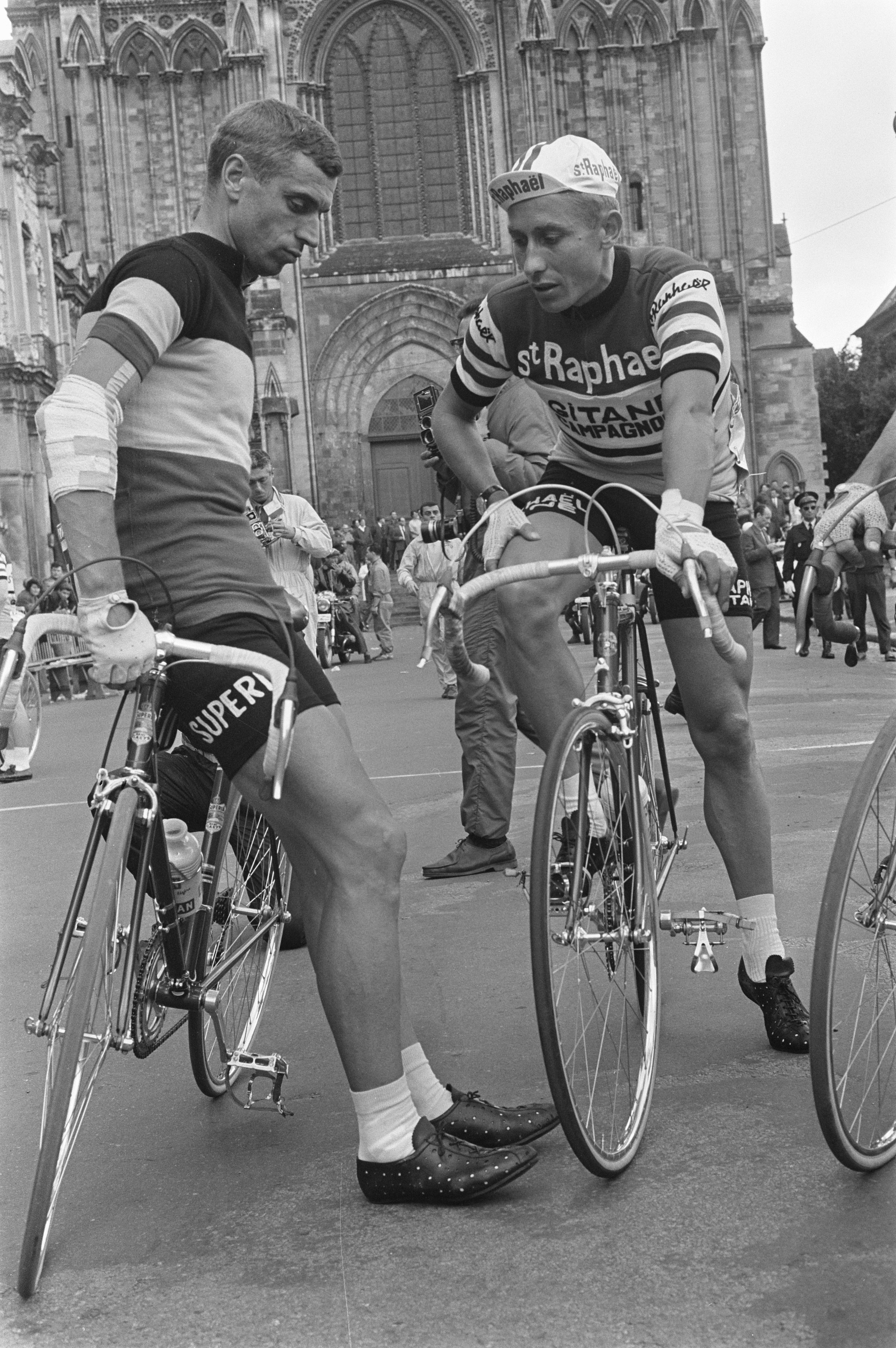
Partenza a Lisieux. Rik Van Looy a colloquio con Jacques Anquetil

Al Tour de France 1964 parteciparono 132 corridori, dei quali 81 giunsero a Parigi. Il numero di corridori per squadra fu portato da dieci a undici. Le squadre di club al via furono dodici: cinque francesi, tre belghe, due spagnole, una italiana e una olandese. Alla prova parteciparono 37 ciclisti belgi, 36 francesi, 25 spagnoli, 15 olandesi, 11 italiani, 4 britannici, 3 tedeschi, 1 irlandese.
I corridori che si aggiudicarono il maggior numero di frazioni furono il belga Edward Sels e il francese Jacques Anquetil: quattro vittorie ciascuno su un totale di venticinque frazioni (considerando come unità anche le semitappe).
Il vincitore di questa edizione, Jacques Anquetil, rimarcò la sua superiorità nelle cronometro individuali, sua specialità, vincendo tutte e tre le prove di questo tipo previste. Al termine della seconda cronometro individuale, quella con arrivo a Bayonne (valida come diciannovesima frazione), conquistò la maglia gialla per mantenerla fino a Parigi. Alla fine fu capoclassifica al termine delle ultime sette frazioni sulle venticinque previste.

## Classifiche finali

### Classifica generale - Maglia gialla
| Pos. | Corridore           | Squadra     | Tempo      |
| ---- | ------------------- | ----------- | ---------- |
| 1    | Jacques Anquetil    | St. Raphaël | 127h09'44" |
| 2    | Raymond Poulidor    | Mercier     | a 55"      |
| 3    | Federico Bahamontes | Margnat     | a 4'44"    |
| 4    | Henry Anglade       | Pelforth    | a 6'42"    |
| 5    | Georges Groussard   | Pelforth    | a 10'34"   |
| 6    | André Foucher       | Pelforth    | a 10'36"   |
| 7    | Julio Jiménez       | KAS         | a 12'13"   |
| 8    | Gilbert Desmet      | Wiel's      | a 12'17"   |
| 9    | Hans Junkermann     | Wiel's      | a 14'02"   |
| 10   | Vittorio Adorni     | Salvarani   | a 14'19"   |

### Classifica a punti - Maglia verde
| Pos. | Corridore        | Squadra      | Punti |
| ---- | ---------------- | ------------ | ----- |
| 1    | Jan Janssen      | Pelforth     | 208   |
| 2    | Edward Sels      | Solo-Superia | 199   |
| 3    | Rudi Altig       | St. Raphaël  | 165   |
| 4    | Gilbert Desmet   | Wiel's       | 147   |
| 5    | Raymond Poulidor | Mercier      | 133   |

### Classifica scalatori
| Pos. | Corridore           | Squadra  | Punti |
| ---- | ------------------- | -------- | ----- |
| 1    | Federico Bahamontes | Margnat  | 173   |
| 2    | Julio Jiménez       | KAS      | 167   |
| 3    | Raymond Poulidor    | Mercier  | 90    |
| 4    | Hans Junkermann     | Wiel's   | 47    |
| 5    | Henry Anglade       | Pelforth | 44    |

### Classifica a squadre
| Pos. | Squadra                  | Punti      |
| ---- | ------------------------ | ---------- |
| 1    | Pelforth-Sauvage-Lejeune | 381h33'36" |
| 2    | Wiel's-Groene Leeuw      | a 30'24"   |
| 3    | Saint-Raphaël-Gitane     | a 30'52"   |
| 4    | Margnat-Paloma-Dunlop    | a 53'09"   |
| 5    | KAS-Kaskol               | a 1.07'34" |